# Alan Winstanley
Alan Kenneth Winstanley (* 2. November 1952 in Fulham, London) ist ein britischer Musikproduzent und Songwriter, der seit den 1970er Jahren aktiv ist. Er ist bekannt für seine Zusammenarbeit mit Clive Langer, mit dem er zahlreiche erfolgreiche Alben produziert hat, vor allem für Madness.

## Karriere
Winstanleys Karriere begann in den 1970er Jahren als Toningenieur. Er arbeitete an Alben von Künstlern wie The Stranglers, Joe Jackson und Generation X. Gemeinsam mit Clive Langer produzierte er Alben für bekannte Künstler wie Madness, Elvis Costello, Morrissey, David Bowie, The Rolling Stones, Suede, Blur und Bush. Zu seinen bemerkenswerten Produktionen gehören: One Step Beyond (Madness, 1979), Punch the Clock (Elvis Costello, 1983) und Sixteen Stone (Bush, 1994). Für Madness produzierte er bis 2023, zusammen mit Clive Langer, zehn Alben.